# Viveda
Viveda es un lugar del municipio de Santillana del Mar (Cantabria, España). Linda con las poblaciones de Barreda (municipio de Torrelavega), Queveda y Camplengo (municipio de Santillana del Mar), e Hinojedo (municipio de Suances). Está situada a 4 kilómetros de la capital municipal, Santillana del Mar, a 3 km de la ciudad más próxima, Torrelavega, y a unos 22 kilómetros de Santander.
Se encuentra a 46 metros sobre el nivel del mar. En el año 2008 contaba con una población de 1.080 habitantes (INE), lo que la hacía la más poblada del municipio. En la Edad Media hubo aquí un monasterio, dedicado a San Salvador, creado mediante repoblación en el siglo VIII o IX. El Camino de Santiago del Norte atraviesa la población por el barrio de La Barca.
El pueblo es de fácil accesibilidad, ya que se encuentra a menos de 3 kilómetros del cruce entre la Autovía del Cantábrico y la Autovía de la Meseta.
Hasta los últimos años del siglo XX era palpable la tendencia a agruparse en determinadas zonas del pueblo, creando dos pequeños núcleos urbanos (en La Barca y Las Escuelas), siendo el resto campos para el ganado y casas dispersas. Durante el período 1998-2003 la proliferación de viviendas individuales acortó esta apreciación, mientras que a partir del 2003 la construcción de numerosas urbanizaciones han usurpado al pueblo su carácter eminentemente rural, convirtiéndolo en una ciudad dormitorio en su mayor parte y uniendo las pequeñas agrupaciones de viviendas entre sí.

## Barrios
Históricamente, el término de Viveda se caracterizaba por un poblamiento ultradisperso, es decir, separado multitud de pequeños núcleos llamados en Cantabria barrios, algo característico de algunas zonas de la comunidad autónoma. Actualmente, sin embargo, su condición de ciudad dormitorio de Torrelavega ha provocado la aparición en la primera década del siglo XXI de multitud de construcciones aisladas y urbanizaciones, con lo que el pueblo ha perdido su antiguo paisaje rural y disperso. Riaño, aunque considerado barrio, es una entidad situada al sur de Viveda, limitando con Torrelavega; se trata algunas veces como entidad aislada.
Los barrios de Viveda son:
| - Berralacabra - El Bosque - El Golondrillo - La Barca (o Puente La Barca) - La Iglesia - La Pelía - La Puentuca - La Ribera | - La Serna - La Valleja - La Tejera - Las Escuelas - Palacio de Abajo - Palacio de Arriba - Pereo - Riaño |

## Historia
Aunque se desconoce el origen exacto del pueblo, se sabe que la zona se repobló durante el reinado de Alfonso I de Asturias, último duque de Cantabria, que renunció a tal título. Viveda (encontrándose las escrituras históricas Bibeda y Viueda) se fundó sobre un camino real que según algunos autores era fósil de la romana via Agrippa, a su vez parte de la forma más antigua conocida del Camino de Santiago, activo desde el siglo IX. Este ramal fue muy frecuentado, incluso preferido a otras variantes del norte.
El primer dato fiable de una primera construcción lo aporta la lápida de fundación de la iglesia de Viveda, después reconstruida sucesivamente, que fecha su primera construcción en el año 878; esto es, más antigua que la propia Colegiata de Santillana del Mar, de cuya existencia no sabíamos hasta el año 987.
Viveda perteneció desde antiguo a Santillana del Mar, siendo el Duque del Infantado quien designaba a su alcalde pedáneo, tal y como sucedía también en otros pueblos. Hay que distinguir aquí las tierras de los Calderón de la Barca, que no dependían de la abadía. Dentro de ellas se encontraba la propia casa-torre de los Calderón, bien documentada en el expediente de Calatrava de 1695, así como otra torre del siglo XVII, hoy rehabilitada como posada.
En 1787 tenía 223 habitantes. En 1840 el partido judicial de Santillana pasa a Torrelavega, centro industrial de la región. Entre los siglos XVIII y XIX, para mejorar el tráfico de mercancías, se abren nuevos caminos y Viveda queda como cruce entre el que unía Santander con Suances y Santillana, y todos estos pueblos con Torrelavega y Reinosa, puerta de Castilla. En 1850, Pascual Madoz dice de Viveda que tiene 48 casas, iglesia parroquial y escuela primaria, cifra ligeramente superior a los 6 solares (2 con behetría) existentes en 1352, entre los que no se cuentan las casas de labradores dependientes de la abadía de Santillana.
Hoy Viveda es un pueblo dentro del Área metropolitana de Santander-Torrelavega, que está sufriendo una rápida construcción y urbanización, acabando con su paisaje de campos en servicio de la ganadería y pequeñas huertas.

## Monumentos y lugares de interés

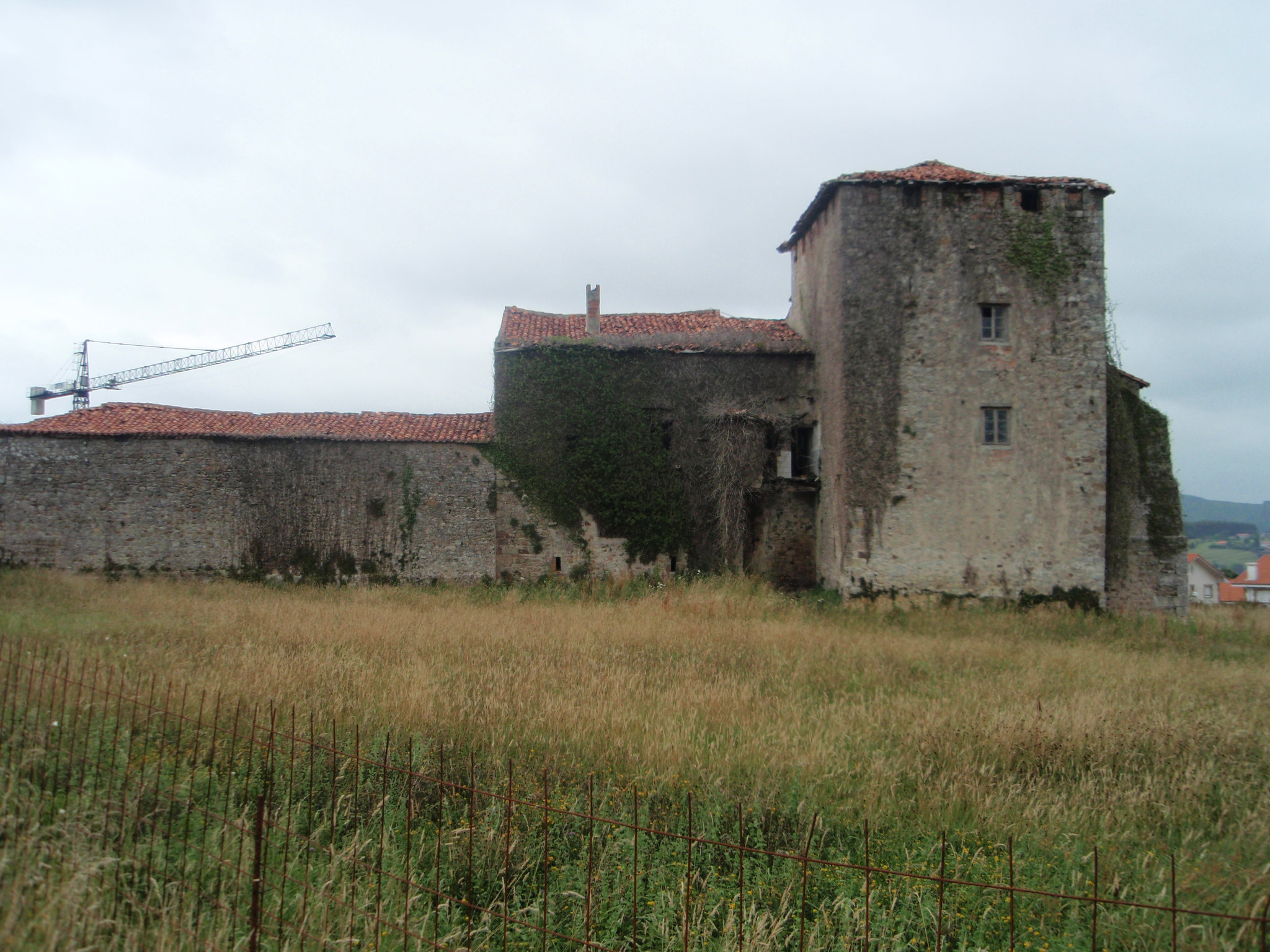
Torre de los Calderón de la Barca, el edificio civil más antiguo de Cantabria. Se observan las almenas primitivas bajo el tejado a cuatro aguas de la torre.

De la arquitectura de esta localidad, destacan:
- Palacio de Viveda (o de Peredo). Casona montañesa de los siglos XVII-XVIII, declarada Bien de Interés Cultural el 26 de febrero de 1982. Está situado en lo alto de una colina. La fachada sur es sillería. Tiene en su interior un patio cuadrado de dos alturas. En la portalada puede verse el blasón de Peredo y Velarde. Está rodeado de un muro de unos 5 metros de altura, que alberga una portalona medieval con escudo además del propio palacio. Hasta el año 2004 existían una serie viviendas en parcela gótica dentro del recinto. Ha sido acondicionado recientemente como sala de exposiciones y otros usos culturales, a cargo del municipio de Santillana del Mar. Fue mandado construir por Jorge de Peredo, gobernador de Ponferrada, y su esposa María de Velarde. 
Se le conoce tradicionalmente como Palacio del chon de oro, ya que se cuenta que uno de sus señores era dueño de todo lo que abarcaba la vista, pero estaba tan centrado en el dinero que ni siquiera consideraba lavarse.

- Torre Medieval de los Calderón de la Barca. Torre muy antigua (se estima su construcción entre el siglo XIII y el siglo XV) con añadidos del siglo XVI, de 1417 metros cuadrados construidos. Fue declarada monumento histórico artístico en 1982 y Bien de Interés Local por resolución de 30 de marzo de 2002. Ya mencionada en el expediente Calatrava (1695), se trata del edificio civil más antiguo de Cantabria.
 De esta familia descendía Pedro Calderón de la Barca. 
El apellido deriva del hecho de que eran propietarios de la barca que atravesaba el curso ya unido de los ríos Saja-Besaya en Barreda (a partir del de Calderón, oriundo de la localidad cántabra de Oreña. DiceFray Joseph del Río en 1661:

Media legua distante de la villa de Santillana, metrópoli de sus Asturias, en las Montañas de Burgos, está la casa de Calderón en lo llano de vistosa eminencia."

Y de la torre de Viveda: 

"Sírvenla de límite las apacibles riberas del río, que allí toma este nombre La Barca, compuesto de los ríos llamados Saja y Besaya, navegable, caudaloso y muy abundante de salmones.

 Está construida con piedra de mampostería y sillería en esquinales y vanos. La rematan almenas y un tejado a cuatro aguas. Contiene una capilla en un ala adyacente a la torre. Su estado de conservación es deplorable. 
Se ha utilizado, ya en el siglo XXI, como almacén y establo, y se ha permitido el deterioro de las estancias y las fachadas. Actualmente está en proyecto de rehabilitación.
- Iglesia parroquial El Salvador de Viveda. Hay una lápida de consagración medieval, que sitúa la fundación de la iglesia (después rehabilitada varias veces) el 25 de mayo del año 878, bajo la dirección de la Diócesis de Oviedo.[8] 
Se conserva una bella portada románica anterior al resto del templo, datado en el siglo XVI y reedificado en gran parte en 1730 después de desmoronarse. Está ubicada a un lado de la carretera Suances-Santillana.

- Capilla en el barrio de Pereo, de escasa planta y relativa altura.

- Capilla antigua, de los siglos XV o XVI, cuyo paradero hoy en día es desconocido.

### Otros equipamientos
- Parque La Alianza, urbanizado conjuntamente con Hinojedo. Contiene zonas de barbacoa.
- Parque en La Pelía. Incluye bolera tradicional y zona de juegos infantiles.
- Pista de baloncesto y pista de pádel.
- Escuela primaria.
- Estatua de San Francisco de Asís en la rotonda de Viveda, que según la tradición hizo noche en la Casa-Torre de los Calderón de la Barca en su peregrinaje a Santiago de Compostela, a su paso por Cantabria en 1214; esta tradición oral la recogió Emilia Pardo Bazán. La estatua mide 2,50 metros de altura, está hecho de bronce y peso 500 kilos. Es obra de la escultora torrelaveguense Mercedes Rodríguez Elvira.
- Aventura Viveda, que organiza el Altamira Paintball.

## Festividades
- El Salvador, el 6 de agosto.

La fiesta de Viveda ligan esta fecha, organizándose comilonas en la parroquia tras las eucaristías, juegos para los niños y conciertos en "las Escuelas" y una gran verbena final en una finca céntrica tras la gasolinera, tras unos años de gran afluencia, la organización se disolvió, y el ayuntamiento tomo las riendas con pésimo éxito hasta la llegada de una nueva comisión aunque en los últimos años los dueños del terreno negaron el uso de la parcela, y hoy en día se celebra en el aparcamiento de las pistas de padel, al lado del palacio de peredo.
El 23 de junio también se celebraba San Juan en el barrio de la barca, pero la organización abandono su celebración y nadie ha tomado aun el relevo.

## Demografía
| 2000 | 2001 | 2002 | 2003 | 2004 | 2005 | 2006 | 2007 | 2008 | 2009 | 2010 |
| ---- | ---- | ---- | ---- | ---- | ---- | ---- | ---- | ---- | ---- | ---- |
| 1020 | 1007 | 1009 | 1025 | 1060 | 1077 | 1069 | 1058 | 1080 | 1083 | 1097 |

Fuente: INE

## Personas destacadas
- Miguel Ángel Palacio, presidente del Parlamento de Cantabria en las legislaturas 2003-2007 y 2007-2011.
- Familia de los Calderón de la Barca, oriundos de Oreña, que en Viveda cambiaron su apellido de Calderón a Calderón de la Barca. De esta familia desciende el famoso dramaturgo español Pedro Calderón de la Barca.
- Iván Crespo, futbolista que actualmente se encuentra en el Racing de Santander.
- José Hipólito cabo (sepi) Cónyuge de Dora González (Dorita). Destacado su aporte a la vecindad y desarrollo comunitario. Técnicas como el columpius cuidatus o la zapatillum volátile fueron desarrolladas en su núcleo familiar.